# Phát triển răng ở người

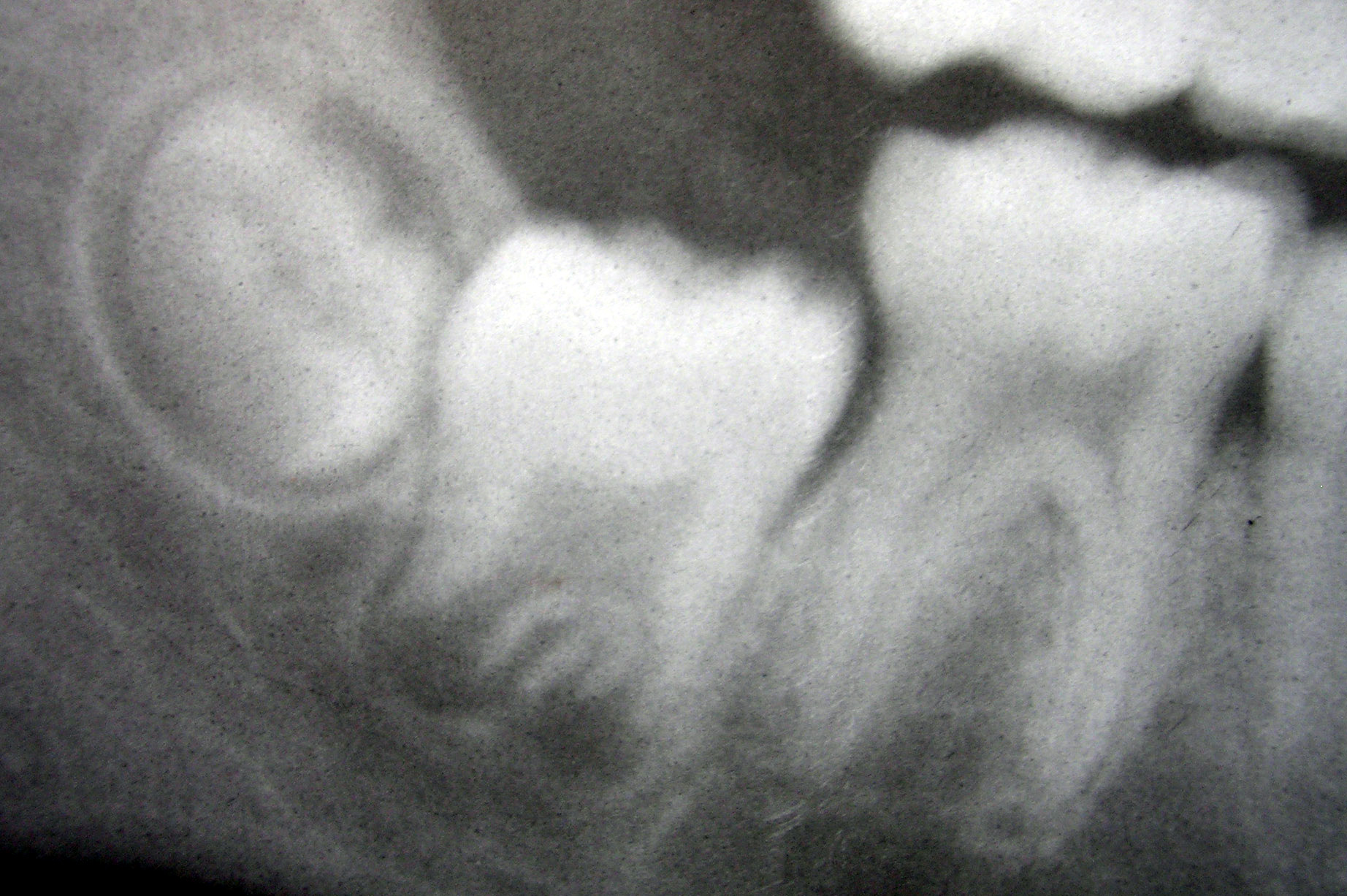
X quang của răng hàm dưới bên phải (từ trái sang phải) răng hàm thứ ba, thứ hai và thứ nhất trong các giai đoạn phát triển khác nhau.

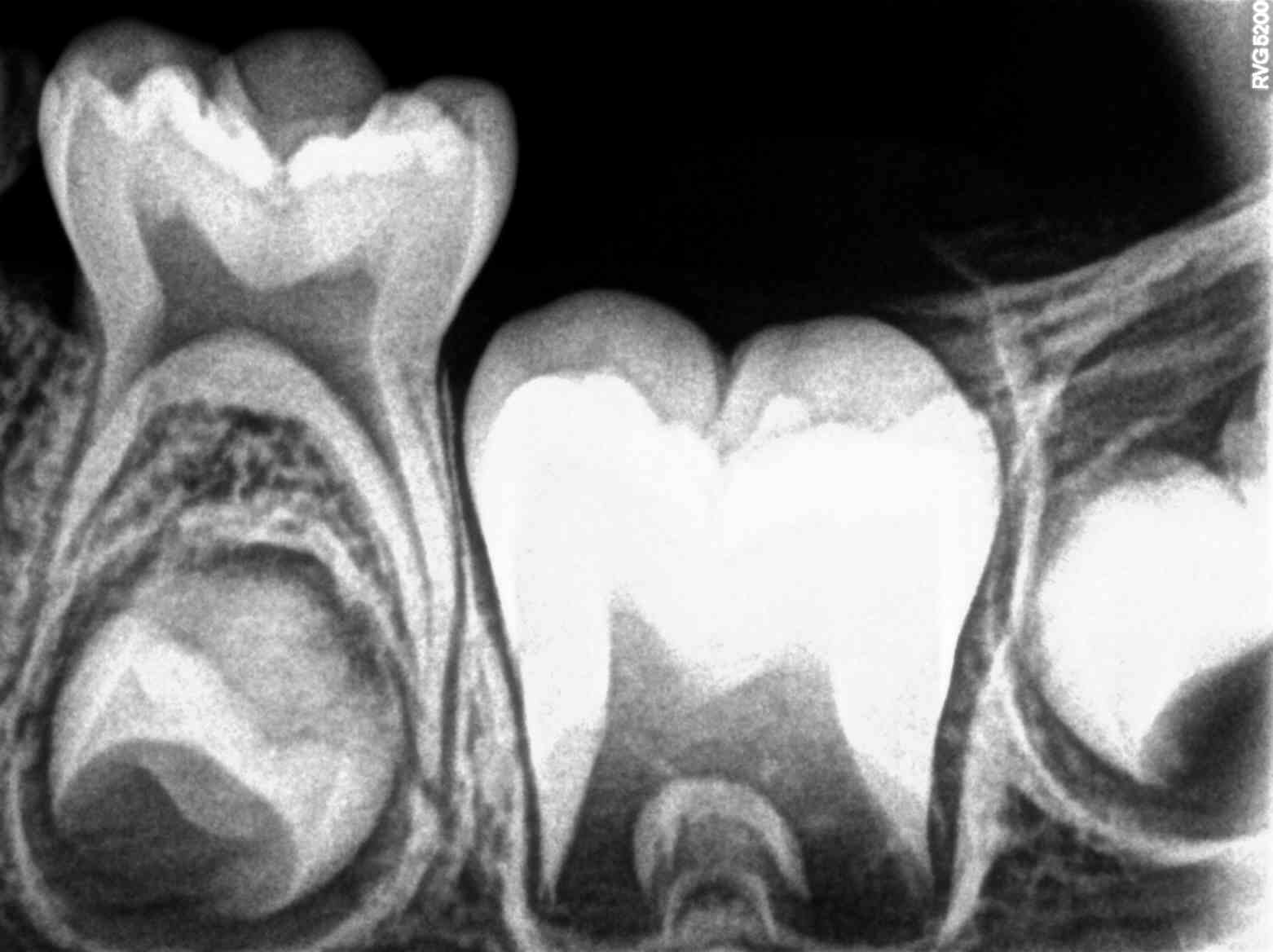
X-quang răng của một cậu bé 5 tuổi cho thấy răng hàm dưới bên trái và phát triển thân răng hàm dưới vĩnh viễn bên dưới (dưới răng hàm chính) và răng hàm vĩnh viễn.

Phát triển răng ở người  là quá trình phức tạp của việc hình thành răng từ tế bào phôi, phát triển và dẫn đến quá trình xuất hiện răng bên trong miệng. Để răng của người có môi trường răng miệng khỏe mạnh, tất cả các bộ phận của răng phải phát triển trong các giai đoạn phát triển của thai nhi. Răng sữa bắt đầu hình thành từ tuần thứ sáu đến thứ tám của sự phát triển trước khi sinh và răng vĩnh viễn bắt đầu hình thành trong tuần thứ hai mươi của thai kỳ. Nếu răng không bắt đầu phát triển tại hoặc gần những thời điểm này, chúng sẽ không phát triển gì cả, dẫn đến bệnh thiếu răng hoặc bệnh không răng bẩm sinh.
Một lượng lớn nghiên cứu đã tập trung vào việc xác định các quá trình bắt đầu phát triển răng. Các nhà nghiên cứu chấp nhận rộng rãi rằng có một yếu tố trong các mô vòm họng đầu tiên là cần thiết cho sự phát triển của răng.

## Tổng quan
Mầm răng là tập hợp các tế bào cuối cùng tạo thành một chiếc răng. Những tế bào này có nguồn gốc từ ngoại bì của vòm họng đầu tiên và ngoại trung bì của mào thần kinh. Mầm răng được tổ chức thành ba phần: men răng, nướu răng và túi răng (hoặc nang răng).

## Dinh dưỡng và phát triển răng
Như trong các khía cạnh khác của sự tăng trưởng và phát triển của con người, dinh dưỡng có ảnh hưởng đến răng đang phát triển. Các chất dinh dưỡng cần thiết cho một hàm răng khỏe mạnh bao gồm calci, phosphor và vitamin A, C và D.  Calci và phosphor cần thiết để hình thành chính xác các tinh thể hydroxyapatite và nồng độ của chúng trong máu được duy trì nhờ Vitamin D. Vitamin A cần thiết cho sự hình thành keratin, và Vitamin C cần thiết cho sự hình thành collagen. Fluoride, mặc dù không phải là chất dinh dưỡng, được tích hợp vào tinh thể hydroxyapatite của răng và xương đang phát triển. Lý thuyết nha khoa cho rằng mức độ kết hợp fluoride thấp và fluoride hóa ở mức rất nhẹ làm cho răng có khả năng chống khử khoáng và sâu răng sau này.
Sự thiếu hụt các chất dinh dưỡng có thể có một loạt các ảnh hưởng đến sự phát triển của răng. Trong tình huống thiếu calci, phosphor và vitamin D, cấu trúc cứng chắc của răng có thể bị khoáng hóa ít hơn. Thiếu vitamin A có thể làm giảm lượng hình thành men răng.